# Ligne de tramway 7 (SNCV Groupe de Namur)
La ligne 7 est une ancienne ligne de tramway du Groupe de Namur de la Société nationale des chemins de fer vicinaux (SNCV) qui a fonctionné entre le 10 juin 1901 et le 30 août 1953.

## Histoire
La ligne est supprimée le 30 août 1953[réf. nécessaire].

## Exploitation

### Horaires
Tableaux :
- 548 en 1931[1].
- 637 en 1950, numéro partagé entre les lignes urbaines 3, 5, 7, 8 et la ligne 6[2].